# Xi Cancri
Xi Cancri (77 Cancri) é uma estrela na direção da constelação de Cancer. Possui uma ascensão reta de 09h 09m 21.53s e uma declinação de +22° 02′ 43.6″. Sua magnitude aparente é igual a 5.16. Considerando sua distância de 380 anos-luz em relação à Terra, sua magnitude absoluta é igual a −0.18. Pertence à classe espectral K0III.